# Незалежність Естонії 1991 року

## Початок перетворень
До середини 1980-х рр. економіка СРСР виявилася в кризовій ситуації. Причиною цього було технологічне відставання від Заходу, неефективна соціалістична планова економіка, що ґрунтувалася на екстенсивному виробництві, і пріоритетний розвиток військової промисловості. Все складніше було підтримувати на належному рівні тягар гонки озброєнь. Величезних витрат вимагала розпочата в 1979 р т.зв. "Афганська війна", яка спричинила за собою ускладнення і в зовнішній політиці.
Нищівна вплив на Радянський Союз як на експортера нафти і газу зробило падіння цін на паливо на світовому ринку. У той же час СРСР все більше залежав від імпортованого зерна, яке все ж не могло задовольнити потреби внутрішнього ринку. Підсилюється нестача продуктів харчування та предметів першої необхідності (взуття, одягу і т.д.) і зростання цін сприяли зростанню невдоволення серед населення. У глухий кут зайшла і зовнішня політика СРСР c її експансіоністськими устремліннями. 
Керівництво СРСР відкрито не визнавало наявності серйозної кризи системи. Тому багато хто, в т.ч. і переважна більшість естонців, покладали надії на реформаторську політику, розпочату в 1985 р новим лідером СРСР Михайлом Горбачовим. На жаль, проголошені гласність і перебудова сприймалися як щось абстрактне, що не пояснює суть змін, що відбуваються. В Протягом 1986 р становище почало змінюватися. 26 квітня 1986 року на Чорнобильській атомній електростанції (Україна) відбулася катастрофа, що стала для політики гласності пробним каменем. Спроби центральної влади замовчати або применшити трагедію, що сталася на густонаселеній території, викликали серйозне нерозуміння і обурення серед населення.
Курс Горбачова на перебудову і гласність все більш виходив з-під контролю Кремля, відкривши шлях зростання національної самосвідомості. Перші ознаки значного зміни громадської обстановки стали проявлятися в Естонії навесні 1987 р Оприлюднення плану союзних відомств щодо форсованого освоєння на північному сході Естонії фосфорних шахт викликало масштабну кампанію протесту, або т.зв. фосфорну війну. Це був своєрідний поштовх процесу відновлення незалежності Естонії, так як до проблеми захисту навколишнього середовища додалося гостре обговорення демографічних і політичних проблем.
15 серпня 1987 року була утворена Естонська група по оприлюдненню пакту Молотова — Ріббентропа. Саме з її ініціативи 23 серпня того ж року відбувся мітинг в талліннському парку Хірве, де вперше відкрито прозвучала вимога оприлюднити секретний протокол до пакту і ліквідувати його наслідки. Про розширення громадянських свобод і пом'якшення режиму говорив той факт, що протестувальників не розігнали силою, як це бувало раніше.
Паралельно з розширенням політичних свобод естонці стали вимагати економічних реформ і права самостійно приймати рішення. Восени 1987 р. жваве обговорення в суспільстві викликала ідея про перехід Естонії на госпрозрахунок, яка передбачала певну економічну самостійність Естонії (введення елементів ринкової економіки, власних грошей, податкової системи тощо). Хоча формально це було всього лише пропозиція дати союзній республіці більше прав в ухваленні рішень для більш ефективного управління власною економікою, багато хто сподівався, що за допомогою цього Естонії вдасться поступово відокремитися від СРСР або принаймні отримати більшу автономію. І хоча пропозиція не була схвалена Кремлем, в масштабах Радянського Союзу фактично почалася легалізація приватного підприємництва.

## Перетворення
У 1988 р значно активізувалося політичне життя суспільства. На початку квітня відбувся об'єднаний пленум творчих спілок (профспілок письменників, художників, архітекторів, діячів театру і кіно), на якому звернули увагу на положення естонської національної культури та підсилюється русифікацію, а також висловили невдоволення діяльністю керівництва Естонської РСР. В середині квітня було створено Народний фронт Естонії (Rahvarinne) на підтримку перебудови. Спочатку рух домагалося демократизації СРСР, а також політичної та економічної автономії Естонії в складі Радянського Союзу. Помірні мети Народного фронту знайшли серед естонців велику підтримку, і за короткий термін він став наймасовішим народним рухом в Естонії.
Талліннські Дні Старого міста, що проводяться в середині червня перетворилися в свого роду співочі свята, де більше 100 000 чоловік танцювали і співали патріотичні пісні під розгорнутими синьо-чорно-білими прапорами. Так починалася "співоча революція". Поряд з помірним Народним фронтом в 1988 р почало набирати сили і більш радикальне національний рух, чітко орієнтоване на відновлення незалежності. Так, ще в кінці 1987 року було створено Естонське товариство охорони пам’яток історії, а в серпні 1988 р утворилася перша опозиційна політична партія Естонії - Партія Національної Незалежності Естонії (ПННЕ), ядро якої склали члени Естонської групи оприлюднення пакту Молотова — Ріббентропа.
Під тиском громадської думки влітку 1988 р лідер СРСР М. Горбачов вирішив замінити вкрай непопулярного серед естонців консервативного главу КПЕ Карла Вайн. Однак нове керівництво Естонської РСР на чолі з Вайн Вяльясом, відчуваючи підтримку та тиск масового народного руху, в інтересах Естонії почало приймати все більш радикальні рішення та відстоювати їх у московських коридорах влади. Влітку за рішенням Верховної ради синьо-чорно-білий прапор Естонської Республіки знову став національним прапором.
16 листопада Верховний рада прийняла Декларацію про суверенітет, яка проголошувала верховенство законів Естонської РСР над законами СРСР. Висловлювалось сподівання, що основою відносин між центральною владою СРСР і союзною республікою повинен стати новий союзний договір. Москва оголосила декларацію неправомочною, але це не зупинило процес відновлення незалежності.
На противагу естонському національному масовому руху в 1988 р стали активізуватися сили, що представляють, в основному, російськомовне населення. Улітку 1988 року керівники великих заводів всесоюзного значення створили Міжнародне рух трудящих ЕРСР (інтерфронти), а восени - Об'єднаний рада трудових колективів (ОСТК). Прихильники цих організацій вважали Естонію невід'ємною частиною Радянського Союзу, оцінюючи спроби естонців відновити незалежність як протизаконні. Вони протестували проти прийнятого в січні 1989 р Закону про мову, який давав естонському мові статус державної на території ЕРСР, а також проти поставлення синьо-чорно-білого прапора на вежі Довгий Герман.
У тому ж році відбулася унікальна масова акція, яка увійшла в історію як Балтійська ланцюг. 23 серпня 1989 року, в 50-ту річницю підписання пакту Молотова — Ріббентропа, майже два мільйони людей простяглися живим ланцюгом від Таллінна до Вільнюса через Ригу, тим самим демонструючи світові своє прагнення до незалежності. Ця подія стала найбільш яскравою ілюстрацією єдності народів країн Балтії і викликало широкий резонанс у всьому світі.
До 1989 р в естонському русі за незалежність оформилося два напрямки. У лютому 1989 р прихильники ПННЕ і Естонського суспільства охорони пам’яток історії організували рух Комітетів громадян Естонії, основною метою якого було відновлення Естонської Республіки на підставі юридичної наступності. У 1990 р зареєстровані комітетами громадяни Естонії обрали Конгрес Естонії. 11 березня 1990 р Конгрес Естонії прийняв маніфест, в якому повідомляв про бажання естонського народу відновити Естонської Республіки на підставі юридичної наступності, виходячи з Тартуського мирного договору (1920 р). Інший напрямок представляв Народний фронт, який став найсильнішою політичною силою Естонії, змінивши розпадається і втрачала монополію влади КПЕ. У березні 1989 р Народний фронт домігся успіху на виборах (вперше - з альтернативними кандидатами) делегатів З'їзду народних депутатів СРСР, а за підсумками що відбулися в березні 1990 р виборів мав найбільшу депутатську групу у Верховній раді Естонської РСР. До цього часу Народний фронт вже відмовився від ідеї союзного договору і підтримав ідею повної незалежності Естонії, але не на підставі юридичної наступності, а на базі проголошення нового Естонської держави (т.зв. третьої республіки Шлях до незалежності)

## Шлях до незалежності
Зближення двох напрямків сталося навесні 1990 року, коли Верховна Рада Естонської РСР визнав державну владу СРСР в Естонії незаконною. Був оголошений перехідний період, який повинен був спільними зусиллями з Конгресом Естонії закінчиться відновленням естонської державності. У травні назву Естонська РСР було скасовано і замінено на Естонську Республіку. І все ж на той час незалежність ще не була знайдена. СРСР як і раніше вважав Естонію та інші прибалтійські республіки котрі підпорядковуються Москві, і для збереження свого верховенства був готовий вдатися до крайніх силових прийомів. Що і показали криваві події, що відбулися в січні 1991 р в Вільнюсі та Ризі. В обох прибалтійських столицях радянські силові структури намагалися захопити медійні центри, які перебували під контролем національних сил, в ході чого загинули кілька десятків людей. Естонії вдалося уникнути подібного розвитку подій. У січневі події велику роль зіграла підтримка, надана з боку РРФСР: 13 січня о Таллінн прибув голова Верховної ради РРФСР Борис Єльцин, який разом з главами прибалтійських країн підписав спільну заяву, що визнає існування державний суверенітет один одного. Що значною мірою сприяло нормалізації обстановки.
Горбачов М.С. намагався утримати Прибалтику в складі СРСР і після січневої кризи. Так, на 17 березня 1991 г. Москва запланувала загальносоюзний референдум з питання збереження СРСР. В Естонії на офіційному рівні виключили участь в ньому. На організованому в тому ж місяці референдумі за відновлення незалежності Естонії проголосували 77,8% учасників.
Каталізатором відновлення незалежності Естонії де-факто стала невдала спроба державного перевороту в Москві (т.зв. серпневий путч). 20 серпня 1991 Верховна рада Естонії на підставі угоди з Комітетом Естонії ухвалила рішення про незалежність, за яким юридично відновлювалася Естонська Республіка, утворена в 1918 р, окупована і анексована Радянським Союзом в 1940 р За рішенням від 20 серпня швидко пішло відновлення дипломатичних відносин або визнання Естонської Республіки багатьма державами світу. Росія і СРСР визнали Естонію як нова держава в кордонах Естонської РСР, які відрізняються від кордонів, встановлених Тартуським мирним договором. Це викликало спочатку певні розбіжності у відносинах Естонії та Росії. На даний момент територіальних претензій сторони не мають, хоча російською стороною і не ратифікований Договір про кордон.
Скориставшись провалом серпневого путчу, всі союзні республіки стали незалежними. По суті, СРСР припинив своє існування, і в кінці того ж року це було визнано офіційно. У тому ж році був розпущений Рада економічної взаємодопомоги і Організація Варшавського договору. "Холодна війна" канула у вічність».